# Roselyne Bachelot
Roselyne Bachelot (ur. 24 grudnia 1946 w Nevers) – francuska polityk, farmaceutka, dziennikarka i samorządowiec, parlamentarzystka krajowa i eurodeputowana, minister w kilku rządach.

## Życiorys
Córka Jeana Narquina, który przez 20 lat pełnił funkcję posła do francuskiego Zgromadzenia Narodowego.
Uzyskała doktorat z zakresu farmacji. Od 1982 była radną rady generalnej Maine-et-Loire. W latach 1986–2007 zasiadała w radzie regionalnej Kraju Loary, m.in. jako jej wiceprzewodnicząca. Od 1988 do 2002 wchodziła w skład Zgromadzenia Narodowego, reprezentując jeden z okręgów departamentu Maine-et-Loire.
Działała w Zgromadzeniu na rzecz Republiki, później została członkiem powstałej m.in. na bazie RPR Unia na rzecz Ruchu Ludowego. W trakcie kampanii prezydenckiej w 2002 pełniła funkcję rzecznika Jacques'a Chiraca. Po jego zwycięstwie i powołaniu nowego rządu do 2004 zajmowała stanowisko ministra ds. ekologii i zrównoważonego rozwoju w gabinecie Jean-Pierre’a Raffarina. W 2004 wybrano ją do Parlamentu Europejskiego z ramienia UMP. Była członkiem frakcji Europejskiej Partii Ludowej i Europejskich Demokratów, pracowała m.in. w Komisji Zatrudnienia i Spraw Socjalnych.
W maju 2007 zrezygnowała z mandatu w PE, obejmując urząd ministra ds. zdrowia, młodzieży i sportu w pierwszym rządzie François Fillona. W wyborach parlamentarnych w czerwcu tego samego roku ponownie została posłanką do Zgromadzenia Narodowego, utrzymała też stanowisko ministra w drugim gabinecie tego premiera. W trzecim jego rządzie w listopadzie 2010 została ministrem ds. solidarności i spójności społecznej. Urząd ten sprawowała do maja 2012.
W tym samym roku zakończyła aktywność polityczną, rozpoczynając karierę medialną, najpierw na antenie telewizji D8, następnie w telewizji iTélé oraz radiu RTL. W połowie 2017 zaczęła prowadzić poranne pasmo rozmów o polityce w telewizji informacyjnej LCI.
W lipcu 2020 powróciła do działalności politycznej, została wówczas ministrem kultury w gabinecie Jeana Castex. Funkcję tę pełniła do maja 2022.